# Beninische Fußballnationalmannschaft der Frauen
Die beninische Frauenfußballnationalmannschaft ist eine Auswahlmannschaft der Fédération Béninoise de Football, die das Land Benin auf internationaler Ebene bei Frauen-Länderspielen vertritt. Die Mannschaft nahm bislang nur an der Qualifikation zum Afrika-Cup teil, jedoch nicht am Afrika-Cup selbst oder an Weltmeisterschaften. Derzeitige Trainerin ist Immaculée Agbakou.

## Geschichte
Ihr erstes Spiel absolvierte die Mannschaft bei der Qualifikation zur Afrikameisterschaft 2006. In der Ausscheidungsrunde erzielte Benin gegen Malawi zunächst ein 1:0 und im Rückspiel ein 0:0. In der ersten Runde der Qualifikation wurde gegen die Elfenbeinküste zweimal Unentschieden gespielt, allerdings konnte sich Benin im Elfmeterschießen durchsetzen. Da in der zweiten Qualifikationsrunde beide Spiele gegen Mali verloren wurden, verpasste man letztlich die Teilnahme an der Afrikameisterschaft. Die ursprünglich geplante Teilnahme an der Qualifikation zur Afrikameisterschaft 2008 wurde zurückgezogen.
Benin nahm erst bei der Qualifikation zum Afrika-Cup 2022 wieder teil. Dort schied die Mannschaft nach zwei Niederlagen gegen Burkina Faso allerdings bereits in der ersten Qualifikationsrunde aus. Auch bei der Qualifikation zum Afrika-Cup 2025 schied Benin nach zwei Niederlagen gegen die Demokratische Republik Kongo in der ersten Qualifikationsrunde aus.

## Turniere

### Weltmeisterschaft
- 1991 bis 2023 – nicht teilgenommen

### Afrika-Cup
- 1991 bis 2004 – nicht teilgenommen
- 2006 – nicht qualifiziert
- 2008 bis 2018 – nicht teilgenommen
- 2020 – Turnier abgesagt
- 2022 – nicht qualifiziert
- 2025 – nicht qualifiziert

### Westafrikameisterschaft
- 2018 bis 2019 – nicht teilgenommen